# Emerald Group Publishing
Die Emerald Group Publishing Limited ist ein akademischer Verlag mit Schwerpunkten in den Bereichen Wirtschafts- und Sozialwissenschaften sowie Gesundheitswesen, Bildung, Ingenieurswesen und Bibliothekswissenschaft.

## Geschichte
Der Verlag wurde 1967 von Keith Howard in Großbritannien unter dem Namen Management Consultants Bradford (MCB) UP Ltd gegründet. Nach dem Erfolg der entwickelten Emerald Datenbank änderte der Verlag 2002 seinen Namen in Emerald.
Im Jahr 2007 erwarb Emerald von Elsevier ein Programm von Buchreihen, Serien und Monografien aus den Bereichen Management und Sozialwissenschaften.
2011 übernahm Emerald Pier Professional Limited, einen Verlag für Gesundheits- und Sozialwesen. Im Juni 2015 wurde die Übernahme von GoodPractice durch Emerald bekannt gegeben. GoodPractice war Anbieter von Hilfsmitteln für Führungskräfte und leitende Angestellte.

## Verlag
Der Verlag hat seinen Hauptsitz in Bingley, West Yorkshire in England und unterhält Niederlassungen in Malaysia, Japan, China, Indien und den USA.

## Programm
Im Emerald-Verlag erscheinen über 290 wissenschaftliche Fachzeitschriften wie beispielsweise das International Journal of Physical Distribution & Logistics Management oder Pigment & Resin Technology.

## Sponsoring
Im Jahr 2017 wurde Emerald zum Titelsponsor des Headingley-Stadions, das in Emerald Headingley Stadium umbenannt wurde. Als Teil der Vereinbarung wurde auch die neue Haupttribüne in The Emerald Stand umbenannt. Im November 2021 zog Emerald sein Sponsoring zurück, nachdem der Yorkshire County Cricket Club in Rassismus-Vorwürfe verwickelt war.